# BLEF
Beogradski letnji elektronski festival (Belgrade summer electronic festival), festival koji se održava u Beogradu.

## 2005.
Gostovali su SONO, Bioground, Soda Inc, MKDSL i Lion.

## 2006.
Gostovali su Global Deejays, Pooky, Zmix, Mancha.

## Spoljašnje veze
Zvanična prezentacija ovog festivala